# Christine Amertil
Christine Amertil, née le 18 août 1979, est une athlète bahaméenne, spécialiste du 400 m.

## Carrière

### Niveau mondial
Elle s'illustre pour la première dans un grand championnat lors des Championnats du monde en salle de 2003 à Birmingham en remportant la médaille d'argent derrière la Russe Natalia Nazarova.
L'année d'après, elle se classe 7e lors de la finale olympique du 400 m où elle assiste au sacre de sa compatriote Tonique Williams-Darling.
En 2006, elle s'adjuge une nouvelle fois une médaille lors des Mondiaux en salle, cette fois en bronze, derrière la Russe Olesya Krasnomovets et la Bulgare Vania Stambolova.
En 2010, elle remporte la médaille de bronze du 400 m des Jeux du Commonwealth en 51 s 96, derrière la Botswanaise Amantle Montsho (50 s 10) et la Guyanaise Aliann Pompey (51 s 65).

### Niveau continental
Amertil a également remporté de nombreuses médailles lors des compétitions continentales. En 2003, elle remporte avec le relais 4 x 100 m la médaille d'or des Championnats d'Amérique centrale et des Caraïbes , puis continuant en 2005 elle remporte trois médailles d'argent : le 200 m (22 s 64), le relais 4 x 100 m (43 s 48) et le relais 4 x 400 m (3 min 33 s 14).
Elle récidive en 2008 avec des places d'honneurs sur 200 m (Cinquième en 23 s 28) et 400 m (Quatrième en 52 s 27) et en glanant le bronze sur le relais 4 x 400 m (3 min 35 s 57). Elle remporte ensuite en 2010 la médaille d'or des Jeux d'Amérique centrale et des Caraïbes sur 400 m en 52 s 16.
Elle prend part en 2015 à la seconde édition des Championnats NACAC à San José (Costa Rica) en terminant à la septième place sur 400 m (53 s 86) et en remportant le bronze sur 4 x 400 m (3 min 31 s 80).

## Palmarès
| Date | Compétition                                      | Lieu           | Résultat | Épreuve   | Temps         |
| ---- | ------------------------------------------------ | -------------- | -------- | --------- | ------------- |
| 2002 | Coupe du monde des nations                       | Madrid         | 1re      | 4 x 400 m | 3 min 23 s 53 |
| 2003 | Championnats du monde en salle                   | Birmingham     | 2e       | 400 m     | 51 s 11       |
| 2003 | Championnats d'Amérique centrale et des Caraïbes | Grenade        | 4e       | 200 m     | 22 s 88       |
| 2003 | Championnats d'Amérique centrale et des Caraïbes | Grenade        | 1er      | 4 x 100 m | 43 s 04       |
| 2004 | Jeux olympiques                                  | Athènes        | 7e       | 400 m     | 50 s 37       |
| 2005 | Championnats d'Amérique centrale et des Caraïbes | Nassau         | 2e       | 200 m     | 22 s 64       |
| 2005 | Championnats d'Amérique centrale et des Caraïbes | Nassau         | 2e       | 4 x 100 m | 43 s 48       |
| 2005 | Championnats d'Amérique centrale et des Caraïbes | Nassau         | 2e       | 4 x 400 m | 3 min 33 s 14 |
| 2006 | Championnats du monde en salle                   | Moscou         | 3e       | 400 m     | 50 s 34       |
| 2006 | Coupe du monde des nations                       | Athènes        | 1re      | 4 x 400 m | 3 min 19 s 84 |
| 2007 | Jeux panaméricains                               | Rio de Janeiro | 2e       | 400 m     | 50 s 99       |
| 2008 | Championnats d'Amérique centrale et des Caraïbes | Cali           | 5e       | 200 m     | 23 s 28       |
| 2008 | Championnats d'Amérique centrale et des Caraïbes | Cali           | 4e       | 400 m     | 52 s 27       |
| 2008 | Championnats d'Amérique centrale et des Caraïbes | Cali           | 3e       | 4 x 400 m | 3 min 35 s 57 |
| 2009 | Championnats du monde                            | Berlin         | 2e       | 4 x 100 m | 42 s 29       |
| 2010 | Jeux d'Amérique centrale et des Caraïbes         | Mayagüez       | 1re      | 400 m     | 52 s 16       |
| 2010 | Jeux du Commonwealth                             | New Delhi      | 3e       | 400 m     | 51 s 96       |
| 2010 | Coupe continentale                               | Split          | 1re      | 4 x 400 m | 3 min 26 s 37 |
| 2014 | Jeux du Commonwealth                             | Glasgow        | 7e       | 4 x 400 m | 3 min 34 s 86 |
| 2015 | Championnats NACAC                               | San José       | 7e       | 400 m     | 53 s 86       |
| 2015 | Championnats NACAC                               | San José       | 3e       | 4 x 400 m | 3 min 31 s 80 |

## Records
| Épreuve          | Performance | Lieu                    | Date                            |
| ---------------- | ----------- | ----------------------- | ------------------------------- |
| 60 m (en salle)  | 7 s 50      | Blacksburg Johnson City | 18 janvier 2003 21 janvier 2006 |
| 100 m            | 11 s 43     | Auburn                  | 17 avril 2010                   |
| 200 m            | 22 s 58     | Nassau                  | 10 juillet 2005                 |
| 400 m            | 50 s 09     | Yokohama                | 19 septembre 2005               |
| 200 m (en salle) | 23 s 25     | Blacksburg Eaubonne     | 1er mars 2003 10 février 2006   |
| 400 m (en salle) | 50 s 34     | Moscou                  | 12 mars 2006                    |

## Sources
- (en) Cet article est partiellement ou en totalité issu de l’article de Wikipédia en anglais intitulé « Christine Amertil » (voir la liste des auteurs).